# Wim Cornelis (politicus)
Wim M. Cornelis (Groningen, 25 april 1949) is een Nederlands politicus voor de Partij van de Arbeid (PvdA). Tot juli 2012 was hij burgemeester van de gemeente Gouda.
Cornelis is geboren als zoon van een broodbezorger. Hij was aanvankelijk werkzaam binnen het basis- en het voortgezet onderwijs. Zijn politieke loopbaan begon in de Groningse gemeente Ten Boer als fractievoorzitter van de PvdA. Vervolgens werd hij in deze gemeente wethouder. Op 1 januari 1990 werd hij benoemd tot burgemeester van Reiderland (tot 1 juli 1991 nog genaamd gemeente Beerta). In 1997 werd hij burgemeester van het Friese Opsterland en in 2001 van de gemeente Gouda in Zuid-Holland. In het collegeprogramma van 2004 kreeg hij de opdracht mee om internationale contacten uit te bouwen en samen te werken met de Ghanese stad Elmina als onderdeel van het VNG Logo South Programma. Hij werd in 2007 herbenoemd als burgemeester van Gouda voor een tweede (en laatste) termijn, die in 2013 afliep.
Op 25 april 2008 werd Cornelis benoemd tot Ridder in de Orde van Oranje-Nassau.
In 2010 volgde er kritiek van enkele nieuwe lokale Goudse partijen op de activiteiten en reizen naar Ghana. De fractie van Gouda Positief verzocht in september 2010 om een extern onderzoek in te stellen naar de schijn van belangenverstrengeling inzake de woning van Cornelis in Ghana. Deze woning had hij daar laten bouwen om zich na zijn pensioen bezig te houden met ontwikkelingsprojecten. Op 29 juni 2011 maakte hij bekend een jaar na de oplevering van een nieuw stadhuis en na 40 dienstjaren zijn functie neer te leggen.
Op 28 september 2011 gaf Cornelis tijdens een raadsvergadering aan zijn Ghana-portefeuille ter beschikking te stellen. De raad, afgezien van Trots op Nederland en de SP, nam hier genoegen mee.
Vanaf mei 2013 verrichtte hij samen met Annie Brouwer, oud-burgemeester van Utrecht, intern onderzoek naar het functioneren van de PvdA fractie van de Deelgemeenteraad Feijenoord in Rotterdam.